# إيميلي مورتيمير
إيميلي مورتيمير (بالإنجليزية: Emily Mortimer)‏ ممثلة إنجليزية من مواليد 1 ديسمبر 1971.

## وصلات خارجية
- إيميلي مورتيمير على موقع IMDb (الإنجليزية)
- إيميلي مورتيمير على موقع روتن توميتوز (الإنجليزية)
- إيميلي مورتيمير على موقع ألو سيني (الفرنسية)
- إيميلي مورتيمير على موقع ميوزك برينز (الإنجليزية)
- إيميلي مورتيمير على موقع تيرنر كلاسيك موفيز (الإنجليزية)
- إيميلي مورتيمير على موقع أول موفي (الإنجليزية)
- إيميلي مورتيمير على موقع قاعدة بيانات الأفلام السويدية (السويدية)
- إيميلي مورتيمير على موقع إن إن دي بي (الإنجليزية)
- إيميلي مورتيمير على موقع قاعدة بيانات الفيلم (الإنجليزية)
- إيميلي مورتيمير على موقع كينوبويسك (الروسية)